# Arquebisbat de Lubango
L'arquebisbat de Lubango  (portuguès: Arquidiocese de Lubango; llatí: Archidioecesis Lubangensis) és una seu metropolitana de l'Església catòlica pertanyent a Angola. El 2013 tenia 1.487.000 batejats al voltant de 2.725.000 habitants. Actualment és dirigida per l'arquebisbe Gabriel Mbilingi.

## Territori
L'arxidiòcesi comprèn la província angolesa de Huíla i la seu arquebisbal es troba a Lubango, on hi ha la Sé Catedral de São José. Se subdivideix en 33 parròquies.

## Història
Fou erigida com a diòcesi de Sá da Bandeira el 27 de juliol 1955 amb la butlla Ad Christi evangelium del papa Pius XII, amb territoris arrabassats a la diòcesi de Nova Lisboa (avui arquebisbat de Huambo). Originàriament era sufragània de l'arquebisbat de Luanda.
El 10 d'agost de 1975 va cedir algunes porcions del seu territori per tal d'erigir les diòcesis de Serpa Pinto (avui bisbat de Menongue) i de Pereria de Eça (avui bisbat d'Ondjiva).
El 3 de febrer de 1977 per efecte de la butlla Qui divino consilio del papa Pau VI la diòcesi fou elevada a la categoria d'arxidiòcesi metropolitana i assumí el nom actual.
El 21 de març de 2009 ha cedit la província de Namibe per tal de poder-hi erigir el bisbat de Namibe.

## Cronologia de bisbes
- Altino Ribeiro de Santana † (27 de juliol de 1955 - 19 de febrer de 1972 nomenat bisbe de Beira)
- Eurico Dias Nogueira † (19 de febrer de 1972 - 3 de febrer de 1977 dimitit)
- Alexandre do Nascimento (3 de febrer de 1977 - 16 de febrer de 1986 nomenat arquebisbe de Luanda)
- Manuel Franklin da Costa † (12 de setembre de 1986 - 15 de gener de 1997 retirat)
- Zacarias Kamwenho (15 de gener de 1997 - 5 de setembre de 2009 retirat)
- Gabriel Mbilingi, C.S.Sp., (5 de setembre de 2009 -)

## Estadístiques
A finals del 2013, la diòcesi tenia 1.487.000 batejats sobre una població de 2.725.000 persones, equivalent al 54,6% del total.
| any  | població  | població  | població | sacerdots | sacerdots       | sacerdots       | sacerdots             | diàques | religiosos | religiosos | parroquies |
| ---- | --------- | --------- | -------- | --------- | --------------- | --------------- | --------------------- | ------- | ---------- | ---------- | ---------- |
| any  | batejats  | total     | %        | total     | clergat secular | clergat regular | batejats por sacerdot | diàques | homes      | dones      |            |
| 1970 | 351.934   | 750.000   | 46,9     | 99        | 41              | 58              | 3.554                 |         | 65         | 141        | 14         |
| 1980 | 172.061   | 542.000   | 31,7     | 30        | 17              | 13              | 5.735                 |         | 17         | 75         | 32         |
| 1990 | 698.800   | 1.710.832 | 40,8     | 24        | 15              | 9               | 29.116                |         | 12         | 102        | 33         |
| 1999 | 1.305.000 | 2.900.000 | 45,0     | 42        | 23              | 19              | 31.071                |         | 23         | 139        | 33         |
| 2000 | 1.271.379 | 2.947.528 | 43,1     | 52        | 28              | 24              | 24.449                |         | 28         | 187        | 33         |
| 2002 | 1.350.000 | 2.941.183 | 45,9     | 68        | 40              | 28              | 19.852                |         | 36         | 193        | 34         |
| 2003 | 1.497.345 | 2.994.688 | 50,0     | 74        | 46              | 28              | 20.234                |         | 36         | 192        | 33         |
| 2004 | 1.521.804 | 3.039.608 | 50,1     | 72        | 47              | 25              | 21.136                |         | 28         | 206        | 33         |
| 2013 | 1.487.000 | 2.725.000 | 54,6     | 85        | 55              | 30              | 17.494                |         | 32         | 226        | 33         |